# Schaufelnasen-Hammerhai
Der Schaufelnasen-Hammerhai (Sphyrna tiburo), auch Kleiner Hammerhai, gehört zur Familie der Hammerhaie (Sphyrnidae). Das griechische Wort Sphyrna für Hammer beschreibt die Form des Kopfes.

## Körperbau
Die durchschnittliche Größe beträgt etwa 100 Zentimeter, es gibt aber auch größere Exemplare.

## Verbreitung
Die Haie leben im tropischen und subtropischen Westatlantik bei Wassertemperaturen über 21 °C. Man findet sie von North Carolina bis zum Golf von Mexiko. Im Sommer halten sie sich eher in Küstennähe von North-, South Carolina und Georgia auf, im Frühjahr, Sommer und Herbst eher bei Florida und im Golf von Mexiko.

## Verhalten
Der Schaufelnasen-Hammerhai ist ein aktiver tropischer Hai, der in kleinen Gruppen von 5 bis 15 Tieren anzutreffen ist, wobei schon von Schulen von Hunderten und sogar Tausenden Haien berichtet wurde. Sie schwimmen anhaltend und legen jeden Tag weite Strecken zurück, um Schwankungen der Wassertemperaturen zu folgen. Die Haie müssen in ständiger Bewegung bleiben, um über ihre Kiemen Sauerstoff aufzunehmen. Sie sinken, wenn sie sich nicht fortbewegen, da Hammerhaie zu den spezifisch schwersten Fischen gehören. Aufgrund ihrer geringen Größe sind sie im Allgemeinen als harmlos anzusehen.

## Ernährung

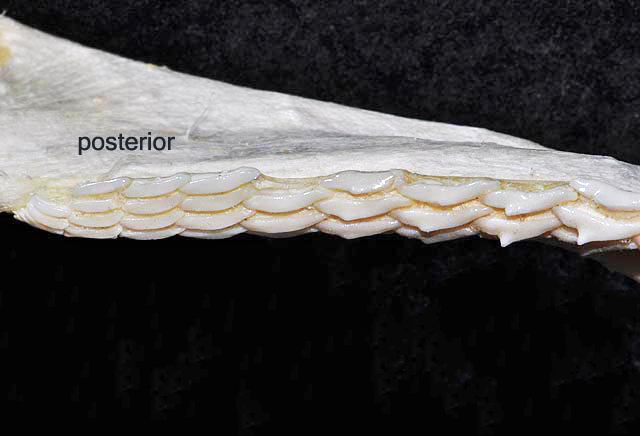
Die hinteren Zähne im Oberkiefer

Der Schaufelnasen-Hammerhai ernährt sich von Krebsen, kleinen Fischen, Mollusken sowie von Seegras. Sie sind die einzigen bisher bekannten Haie, die Allesfresser sind und pflanzliches Material verdauen können. Seegras kann mehr als 60 % der aufgenommenen Nahrung ausmachen. Die hinteren Zähne des Schaufelnasen-Hammerhais sind breit und fast mahlzahnartig. Damit kann das Seegras bereits im Maul zerkleinert werden. Unter den Verdauungsenzymen finden sich stärkeabbauende Amylasen und Glucosidasen, mit denen die faserreiche Nahrung im Darm aufgeschlossen werden kann.

## Fortpflanzung
Der Schaufelnasen-Hammerhai ist lebendgebärend. Der Nachwuchs wächst im Uterus des Muttertieres heran und ernährt sich bis zur Geburt über eine Dottersack-Plazenta. Die Jungtiere werden im Spätsommer bis Frühherbst mit einer Größe von 30 bis 33 Zentimeter geboren. Die Schaufelnasen-Hammerhaie erreichen die Geschlechtsreife bei einer Größe von etwa 75 Zentimetern.
Im Henry-Doorly-Zoo von Omaha, Nebraska, kam 2001 nachweislich ein gesundes weibliches Jungtier zur Welt, ohne dass die Mutter sich jemals gepaart hatte. Nach genetischen Analysen des Erbguts von Mutter und Tochter konnte auch eine heimlich vorgenommene, künstliche Befruchtung ausgeschlossen werden, so dass diese Beobachtung als erster Nachweis einer Parthenogenese bei Haien gilt. Die Autoren der Genanalyse folgerten daraus, dass Hammerhaie bei „Männermangel“ in der Lage sind, von der üblichen geschlechtlichen Fortpflanzung auf ungeschlechtliche Fortpflanzung zu wechseln.

Verbreitungsgebiete der Schaufelnasen-Hammerhaie
Sphyrna tiburo
Sphyrna alleni
Sphyrna vespertina

## Systematik
Wie zwei molekularbiologische Untersuchung ergaben, handelt es sich beim Schaufelnasen-Hammerhai um einen Artenkomplex aus drei, äußerlich sehr ähnlichen evolutionären Linien, eine an der Küste Floridas und im Golf von Mexiko, eine in der südlichen Karibik und an der Küste Brasiliens und die Dritte im östlichen Pazifik. Die pazifische Population bekam deshalb im Jahr 2022 den Status einer eigenständigen Art (Sphyrna vespertina). Sie ist 1940 durch den US-amerikanischen Ichthyologen Stewart Springer beschrieben worden, galt seit 1967 aber als Unterart von Sphyrna tiburo. Im September 2024 wurde eine neue Art der Schaufelnasen-Hammerhaie beschrieben. Sphyrna alleni kommt in der südlichen Karibik und entlang der brasilianischen Küste vor. Die Bezeichnung Sphyrna tiburo gilt jetzt nur noch für die Tiere, die im Golf von Mexiko und entlang der US-amerikanischen Küste bis North Carolina im Norden vorkommen.